# Гайдабура Валерій Михайлович
Вале́рій Миха́йлович Гайдабу́ра (нар. 1 липня 1937, Гуляйполе, Запорізька область) — український театрознавець, Доктор мистецтвознавства (1999), Заслужений діяч мистецтв УРСР (1990), член-кореспондент Національної академії мистецтв України (2004).

## Життєпис
Батько — Михайло Денисович Гайдабура (1909—1941) — молодим загинув у період Другої світової війни (при захисті Севастополя), В. Гайдабурі на той час було 4 роки. Ця трагічна подія в майбутньому вплинула на історико-жанрову тематику творчості театрознавця, його тяжіння до проблем мучеництва людства та їх відбиття в сценічному мистецтві.
1954 року закінчив із срібною медаллю школу в Гуляйполі, а 1959 року — філологічний факультет Дніпропетровського університету. Шлях до театру прокладав з юних років, але не так до акторства, як до тієї серцевини, де сцена сплітається з літературою.
1959—1962 рр. — починав як кореспондент Запорізької обласної газети, приділяючи увагу подіям із театрального життя міста. З 1962 року на посаді завідувача літературної частини Запорізького українського музично-драматичного театру імені М. Щорса, де працював чверть століття. Діяльність на посаді завліта високо оцінили колеги, тому саме В. Гайдабура 10 років керував лабораторією завлітів театрів республіки при СТД України. В період роботи у Запорізькому театрі театрознавець видав три книжки про історію колективу.
1975 року захистив кандидатську дисертацію «Сценічне втілення народної героїки» (спираючись на 50-річний творчий досвід театру ім. М. Щорса).
З 1994 року — на посаді заступника генерального директора з творчих питань Національного академічного драматичного театру імені Івана Франка. За цей час вийшли друком ще десять книжкових видань і безліч різнотематичних газетно-журнальних статей в Україні та за кордоном. Прицільно і «зблизька» вивчає практику театру в діаспорі — США, Канаді, Німеччині.
Міністерство культури України підтримало ініціативу В. Гайдабури і близько двадцяти митців діаспори одержали почесні звання Батьківщини (2002).
1999 року в Національній музичній академії України імені Петра Чайковського В. Гайдабура захистив докторську дисертацію на тему: «Сценічне мистецтво в Україні періоду німецько-фашистської окупації (1941—1944)». Багатий за довгий час здобутий і осмислений фактичний матеріал та ґрунтовні наукові висновки дослідження мали широкий розголос в Україні, Росії та країнах української діаспори. Цикл на цю тему транслювався Національною радіокомпанію України регулярно впродовж п'яти років.
2017 року щедро передав місту власний архівний набуток із базових тематик: період Другої світової війни — до Державного архіву-музею літератури і мистецтв України, мистецтво діаспори — до Музею театрального, музичного та кіномистецтва України.

## Нагороди
- 1994 — лауреат премії «Київська пектораль»
- 2002 — Почесна грамота Міністерства іноземних справ України за вагомий особистий внесок у справу зміцнення зв'язків між закордонним українством та історичною Батьківщиною
- 2007 — Золота медаль Національної Академії мистецтв України
- 2013 — лауреат премії імені Уласа Самчука (Канада)
- 2017 — лауреат премії ім. Валеріяна Ревуцького (Канада)